# Enacantha caribbea
Enacantha caribbea – gatunek ważki z rodziny łątkowatych (Coenagrionidae); jedyny przedstawiciel rodzaju Enacantha. Występuje w Ameryce Środkowej; stwierdzony w południowo-wschodnim Meksyku, Belize, Gwatemali oraz na Kubie.